# Orcas Island
Orcas Island ist die größte Insel der San Juan Islands im San Juan County in Washington.
Die Insel ist nach dem spanischen Vizekönig von Mexiko, Juan Vicente de Güemes Pacheco y Horcasitas, benannt (im Spanischen bleibt ein h stumm).
Auf Orcas befinden sich mehrere Ortschaften. Im Laufe der Jahre hat sich eine Art gesellschaftliche Elite dort niedergelassen, was die Preise von Immobilien und Grundstücken in die Höhe getrieben hat.
Orcas ist etwas größer aber weniger bevölkert als San Juan Island. Die Inselform ist mit Satteltaschen vergleichbar. In der Mitte ist sie beinahe durch einen fjordähnlichen Meeresarm getrennt.
Der Madrona-Point-Park bietet einige Wanderwege nahe der felsigen Küste.
Der 734 m hohe Berg Mount Constitution ist die größte Attraktion der Insel; er ist befahrbar und bietet einen Rundumblick.
Auf Orcas Island liegen 19 Teilflächen vom 2013 ausgewiesenen San Juan Islands National Monument.

## Sonstiges
Auf Orcas Island spielt der Kriminalroman Das Geheimnis von Orcas Island von Nora Roberts sowie ihr Roman Im Schatten der Wälder.
Auch im Videospiel What Remains of Edith Finch (Giant Sparrow, 2017) wird mehrfach erwähnt, dass die Geschichte auf Orcas Island spielt.